# Saint-Maclou-de-Folleville
Saint-Maclou-de-Folleville è un comune francese di 577 abitanti situato nel dipartimento della Senna Marittima nella regione della Normandia.

## Società

### Evoluzione demografica
Abitanti censiti